# Helianthemum patens
Helianthemum patens là một loài thực vật có hoa trong họ Nham mân khôi. Loài này được Hemsl. mô tả khoa học đầu tiên năm 1879.